# Viktorija
Snežana Mišković, känd under artistnamnet Viktorija, född 19 december 1957 i Vucitrn, Jugoslavien, är en serbisk rocksångare.

## Biografi
Snežana Mišković växte upp i staden Vucitrn, där hennes föräldrar arbetade som lärare. Hon lärde sig att spela dragspel som barn. Hon flyttade till Belgrad 1976 för att studera och gick med vokalistgruppen Pop Polifone. Där träffade hon bl.a. Izolda Barudžija.
Hon bildade tjejgruppen Aska 1981 tillsammans med Izolda Barudžija och Snežana Stamenković. De deltog i Jugovizija 1982 med bidraget Halo, Halo och vann. I Eurovision Song Contest samma år kom de på fjortondeplats med 31 poäng. Kort därefter släppte de debutalbumet Disco Rock. Efter skivsläppet lämnade Barudžija och Stamenković gruppen och ersattes av Suzana Perović och Nera. Gruppen gav ut sitt andra album, Katastrofa, 1984. Gruppen splittrades 1987 och Mišković påbörjade sin solokarriär. Hon bildade rockbandet Viktorija, ett namn som senare kom att bli förknippat med henne som person och hennes raspiga röst. Gruppen släppte sitt debutalbum, Spavaćeš sam, 1988. Flera låtar, däribland Barakuda och titelspåret blev stora hits i Jugoslavien. Viktorija deltog i Jugovizija 1990 med bidraget Rat i mir och kom på femteplats. Gruppens andra album, Ja verujem, släpptes 1991 och blev en mycket stor framgång, bl.a. med hiten Arija. Den innehöll även låten Od Splita Do Beograda (Ove Noći), som var en duett med den kroatiska sångaren Dino Dvornik. Det tredje albumet, Ja znam da je tebi krivo, släpptes 1995.
Mišković meddelade 1997 att hon lade ned sin musikkarriär. Hon gjorde en kort comeback 2000 för att spela in livealbumet Nostalgija. 2005 deltog hon i den serbiska uttagningen till Eurovision Song Contest 2005, Beovizija, med låten Kaži, sestro. Hon deltog även i den första säsongen av den serbiska versionen av TV-programmet Farmen 2009.

## Diskografi

### Med Aska
- Disco Rock (1982)
- Katastrofa (1984)

### Soloalbum
- Spavaćeš sam (1988)
- Ja verujem (1991)
- Viktorija (1991)
- Ja znam da je tebi krivo (1995)
- Kada gužva prođe (1998)
- Nostalgija (2000)